# Unai Emery
Unai Emery (Hondarribia, Gipuzkoa, 3. studenog 1971.) španjolski je nogometni trener. Trenutačno je trener Aston Ville.

## Trenerska statistika
| Nac | Momčad              | Od    | Do    | Statistika | Statistika | Statistika | Statistika | Statistika      | Statistika | Statistika | Statistika |
| Nac | Momčad              | Od    | Do    | U          | P          | N          | P          | Bod/po utakmici | GD         | GP         | +/–        |
| --- | ------------------- | ----- | ----- | ---------- | ---------- | ---------- | ---------- | --------------- | ---------- | ---------- | ---------- |
|     | Lorca               | 2004. | 2006. | 80         | 36         | 22         | 22         | 1,50            | 117        | 78         | +39        |
|     | Almeria             | 2006. | 2008. | 80         | 38         | 18         | 24         | 1,29            | 115        | 94         | +21        |
|     | Valencia            | 2008. | 2012. | 220        | 107        | 58         | 55         | 1,72            | 385        | 262        | +123       |
|     | Spartak Moskva      | 2012. | 2012. | 26         | 12         | 4          | 10         | 1,50            | 43         | 41         | +2         |
|     | Sevilla             | 2013. | 2016. | 205        | 107        | 43         | 55         | 1,78            | –          | –          | –          |
|     | Paris Saint-Germain | 2016. | 2018. | 114        | 87         | 15         | 12         | 2,42            | –          | –          | –          |
|     | Arsenal             | 2018. | 2019. | 78         | 43         | 15         | 20         | 1,85            | –          | –          | –          |

## Trofeji
- Trofej Miguel Muñoz: 2006. – 2007. (Segunda División)[2]